# Edmund Murton Walker
Pour les articles homonymes, voir Walker.
 (avril 2023).
Edmund Murton Walker (5 octobre 1877 au 14 février 1969) est un entomologiste canadien reconnu pour la découverte de la famille des Grylloblattidae et du genre Grylloblata chez les Orthoptères et pour son travail remarquable sur l'ordre des Odonates. Sa famille est d'origine britannique,  il est né à Windsor en Ontario, au Canada, fils ainé de Sir Byron Edmond Walker. En 1943, il se maria avec Norma Ford, l'une de ses anciennes étudiantes. Il mourut le 14 février 1969 à Toronto.

## Biographie

### Éducation et carrière
En 1896, il entre à l'Université de Toronto en Arts. En 1900, il est diplômé et termine également sa première année en médecine. En 1903, il en est gradué et décide d'aller pratiquer au Toronto General Hospital pendant un an. Walker n'est pas intéressé à la pratique de la médecine et après en avoir discuté avec son oncle, le Professeur Alexander, il décide d'entreprendre des études en biologie. Après un an en biologie, il part en Allemagne pour terminer son doctorat et travailler à l'Université de Berlin. Sachant qu'il n'y a pas de spécialiste dans le taxon des invertébrés à l'Université de Toronto, Walker décide de suivre un cours sur le sujet et ainsi de devenir une autorité canadienne en entomologie.
En 1906, il commence l'enseignement de quelques cours de zoologie sur les invertébrés à l'Université de Toronto. En 1910, le Dr. Bethune se retire de son poste d'éditeur en chef de la revue scientifique  The Canadian Entomologist après plus de 14 ans. Il demandera alors à Walker de prendre le relais. Celui-ci accepte et gardera ce poste pendant plus de 10 ans (1921).

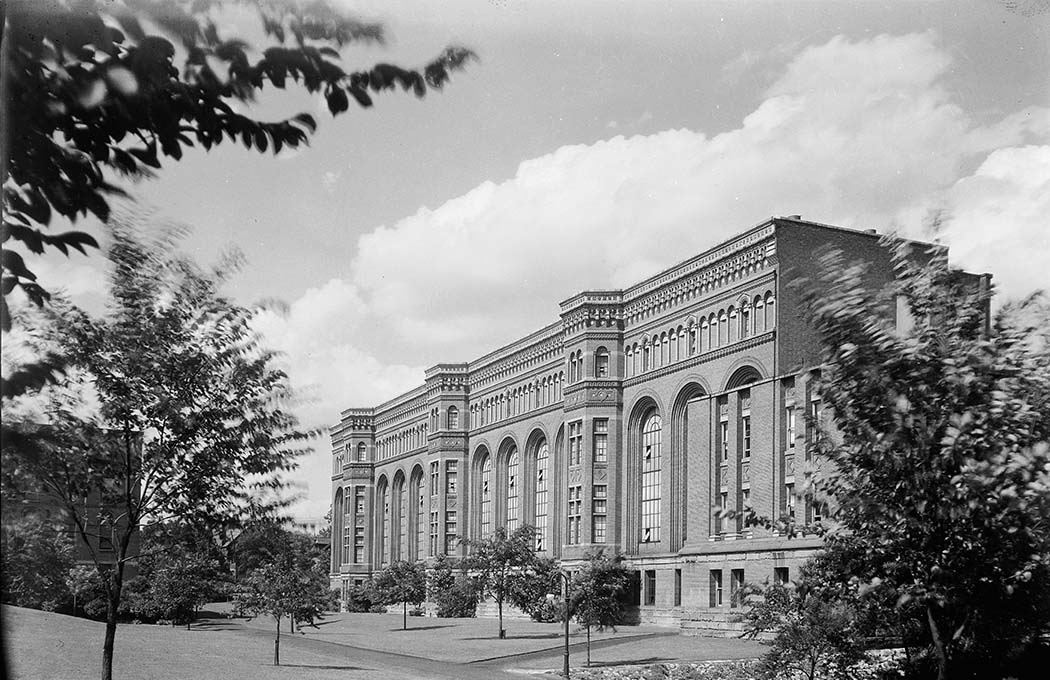
Le Royal Ontario Museum en 1922

En 1912, le département de biologie de l'université collabore à l'ouverture du Royal Ontario Museum. Celui-ci ouvrira ses portes en 1914. Walker est chargé de leur créer une collection d'invertébrés et de poissons (moulage). Il travaille de pair avec T.B. Kurata dans la collecte des spécimens. À cette époque, il commence à s'intéresser particulièrement à l'ordre des odonates, un groupe négligé. En 1913, lors d'une collecte à Banff, en Alberta, Walker fait la découverte de sa vie, celle du genre Grylloblatta (Noptoptera : Grylloblattodea), un sous-ordre d'insectes sans ailes vivant dans le froid et en haute altitude.
En 1918, il devient directeur adjoint du département de zoologie du Royal Ontario Museum. À chaque nouvelle saison estivale, il réalise plusieurs inventaires et récolte divers invertébrés avec son collègue T. B Kurata. Ils voyagent beaucoup mais restent peu de temps au même endroit. Walker est toujours aussi fasciné par l'ordre des odonates et réalisera quelques recherches sur ce groupe en parallèle de son travail. En 1931, il quitte son poste au musée à cause d'une augmentation de sa charge de travail à l'université. Il est alors nommé membre curateur honorifique.
En 1934, il devient directeur du département de zoologie de l'Université de Toronto. Il poursuivra ce poste jusqu'en 1948. En 1949, il s'installe au Royal Ontario Museum où un bureau lui est réservé. Il poursuivra son travail personnel en entomologie pendant plusieurs années et fit don de sa collection de libellules et de demoiselles au musée.

### Réalisations et découvertes scientifiques

#### Grylloblatta

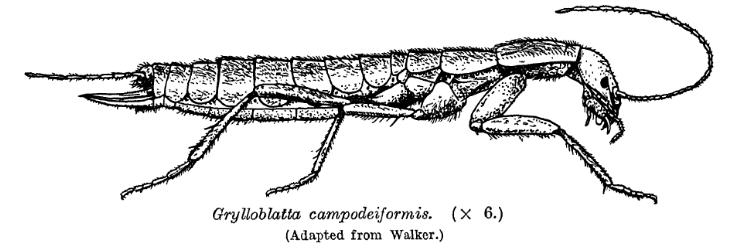
Croquis de Grylloblatta campodeiformis par Walker

Le 29 juin 1913, lors d'une collecte sur le mont Sulphur, à Banff, en Alberta, Walker et son collègue T.B Kurata capturèrent deux spécimens d'insectes à l'allure primitive. Cette curieuse apparence piqua son intérêt, cet insecte possédait un oviscapte comme chez les Tettigoniidae et n'avait pas d'ailes. Les deux spécimens capturés étaient des femelles, environ de la même taille et à en juger par celle-ci et par l'apparence de leur abdomen, elles étaient probablement matures. Elles avaient été trouvées sous des pierres dans une pente à plus de 6 500 pieds d'altitude. Lors de cette découverte, Walker et T.B Kurata cherchèrent d'autres spécimens mais en vain.
Ces insectes seront un véritable casse-tête à classer phylogénétiquement. L'analyse des deux spécimens démontre qu'il s'agit d'orthoptères authentiques mais avec leurs caractéristiques générales, ils ne peuvent être classés dans aucune des familles déjà existantes. Leur apparence ressemble aux termites ou encore à des naïades de plécoptères. En dépit de l'absence d'ailes, l'examen des pièces buccales, des sclérites cervicales et thoraciques et de l'oviducte, démontre que ces individus sont de vrais orthoptères. Ces insectes constituèrent l'espèce type d'un nouveau genre, Grylloblatta et d'une nouvelle famille, Grylloblattidae (Grylloblattodea).

#### Odonates
Le Canada est un pays où l'on retrouve deux grands genres de libellules holarctiques : Aeshna (Aeshnidae) et Somatochlora (Corduliidae). Ces genres se rencontrent dans les plus hautes latitudes à laquelle des libellules peuvent exister dans le Nouveau Monde. De plus, ce pays nordique est une frontière à la distribution de nombreuses espèces américaines. Au cours de ses années de recherches, Walker développe un intérêt grandissant pour le groupe des odonates. Ces derniers étant encore peu connus à l'époque, la biologie de certaines espèces était un mystère pour la communauté scientifique. Avant les recherches de Walker, il y avait peu d'information sur les espèces canadiennes. Bien que la plupart de celles-ci aient déjà été décrites, on ne connaissait pas leurs aires de distribution et des révisions des genres s'imposaient.
Dès le début, l'objectif de Walker a été d'amasser des connaissances pour permettre des recherches sur la phylogénie, la distribution et l'écologie des espèces d'odonates. À cause de la difficulté d'accès à certains lieux et du manque de temps pour réaliser des inventaires locaux complets, il décide d'inclure les naïades (larves), une pratique inhabituelle où il sera l'un des pionniers. Cela lui permet également d'extraire beaucoup plus d'informations à partir de ses collectes. Son approche scientifique confère à son travail une qualité extraordinaire et il publiera plus d'une soixantaine d'articles sur les libellules. Ses recherches couvrirent autant la systématique larvaire que celle des adultes, leur distribution et des informations sur la biologie générale des espèces.

##### L'étude des naïades
Les larves de libellules sont difficiles à identifier et il n'est pas étonnant que leur étude ait été négligée. Walker passera beaucoup d'heures à examiner minutieusement l'anatomie de celles-ci. Dans certains cas, les critères d'identification ne semblent pas toujours correspondent à ceux fondés sur les adultes. Les différences entre les espèces sont généralement en rapport avec des proportions ou à la présence de microstructures et nécessitent des illustrations de haute qualité et l'appui de documentations spécialisées.
Walker étudie soigneusement les critères morphologiques et décrits des naïades de libellule dans vingt-deux publications. Ces descriptions comportent généralement des clés des espèces d'Amérique du Nord et une évaluation critique des caractéristiques qui permettent la diagnose. À l'époque, il réalise des écrits sur le genre Aeshna ,,, Sympetrum , Somatochlora , Gomphus (groupe Styrulus), Lestes  et les Ophiogomphus qu'il publie surtout dans la revue The Canadian Entomologist. Plus tard, plusieurs de ses descriptions ont été reproduites dans son livre «The Odonata of Canada and Alaska».
Walker fera également quelques avancements dans le domaine de l'ontogenèse. Il débutera par la description des huit derniers stades larvaires du genre Aeshna. Il avancera aussi l'hypothèse que le développement larvaire du genre comprend de douze à treize mues. Une prédiction qui s'avére juste. Il observera aussi, à partir de l'œuf, le développement des sept premiers stades larvaires de Somatochlora kennedyi (Corduliidae). Encore aujourd'hui, il s'agit de la description la plus détaillée disponible pour ce genre.

##### L'étude des adultes
Malgré l'ampleur et l'envergure de ses études sur les naïades, Walker est surtout connu pour son travail sur la systématique des odonates adultes. Passionné par ce groupe, il construira et modernisera les clés pour distinguer les espèces nord-américaines. Ces deux principales contributions dans le domaine sont sur les espèces du genre Aeshna et Somatochlora, des libellules ayant leur centre de distribution au Canada. Ses observations permettront de regrouper les espèces en groupes génériques et de mieux comprendre la phylogénie de ces taxons.
Il décrira douze nouvelles espèces (voir liste des espèces découvertes) et notera avec une plume passionnée une multitude d'aspects sur la biologie (émergence, période de maturation, agrégation lors de l'alimentation, comportements territoriaux et agressifs, comportements de reproduction, sites d'accouplement, reconnaissance sexuelle, comportements reliés à la ponte, périodes d'activité des adultes, etc.) des espèces nord-américaines. Son plus grand accomplissement est sans contredit The Odonata of Canada and Alaska, un ouvrage en trois volumes comprenant des descriptions et des clés pour 189 espèces, de l'information sur les habitats, les répartitions géographiques et des illustrations détaillées.

##### Le genreAeshna

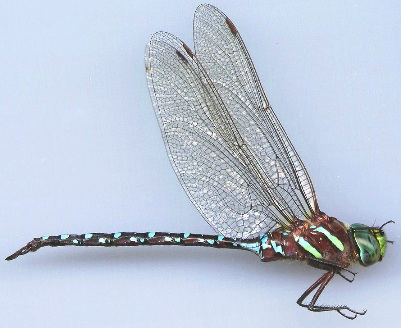
Aeshna tuberculifera l'une des espèces décrites par Walker

Pour le genre Aeshna, il étudiera les variations morphologiques en lien avec la température moyenne de l'environnement et sa répartition géographique. Il réalisera un travail remarquable de plus de vingt-six pages sur la distinction des adultes (seize espèces et six sous-espèces) et de leurs larves connues (onze espèces et une sous-espèce). En 1927, le zoologiste Theodore Dru Alison Cockerell indiquera qu'il s'agit de la meilleure étude réalisée sur un groupe d'insectes. Quarante-deux ans plus tard, Needham & Westfall, dans leur ouvrage Dragonflies of North America, recommanderont la monographie de Walker comme étant «une œuvre indispensable pour poursuivre l'étude de ce genre».

##### Le genreSomatochlora
En 1925, Walker réalise une révision majeure des espèces nord-américaines du genre Somatochlora. Ce genre, le plus nombreux de la famille des Corduliidae, est entièrement Holarctique et principalement retrouvé au Canada. Il améliorera les connaissances acquises sur les vingt et une espèces nord-américaines connues à l'époque. Il a été en mesure de décrire leur naïade et a été témoin de la ponte chez neuf de celles-ci. De plus, parmi ces libellules, il en découvrit cinq : Somatochlora wiliamsoni (1907), S. incurvata (1918), S. kennedyi (1918), S. gorgioana et S. whitehousei (1925). Dans cette étude, il ajoute des cartes de distribution qui comprennent la répartition connue pour quatorze espèces. Il indique également leur présence hypothétique en analysant les caractéristiques géographiques du territoire. Quelques années plus tard, lors de collectes en zone arctique et subarctique au Canada, il validera ses prévisions,, Encore aujourd'hui, son travail sur ce taxon reste une œuvre odonatologique indispensable et d'une qualité remarquable .

### Liste des espèces découvertes
Super-ordre Orthopterodea - Ordre Notoptera
- Famille des GrylloblattidaeWalker, 1914
  - Genre Grylloblatta Walker, 1914
    - Grylloblatta campodeiformis Walker 1914

Super-ordre Orthopterodea - Ordre Orthoptera
- Famille des Rhaphidophoridae :
  - Genre Ceuthophilus :
    - Ceuthophilus pallidipes Walker, 1905[20]
- Famille des Acrididae
  - Genre Buckellacris
    - Buckellacris nuda Walker 1889[21]

  - Genre Trimerotropis
    - Trimerotropis huroniana Walker, 1902[22]
- Famille des Trigoniddidae
  - Genre Allonemobius
    - Allonemobius griseus (Walker, 1904) [23]

Ordre des Odonates - Anisoptera
- Famille des Aeshnidae
  - Genre Aeshna :
    - Aeshna canadensis Walker, 1908
    - Aeshna interrupta Walker, 1908
    - Aeshna subarctica Walker, 1908
    - Aeshna tuberculifera Walker, 1908
    - Aeshna umbrosa Walker, 1908

- Famille des Corduliidae
  - Genre Somatochlora :
    - Somatochlora georgiana Walker, 1925
    - Somatochlora incurvata Walker, 1918
    - Somatochlora kennedyi Walker, 1918
    - Somatochlora whitehousei Walker, 1925
    - Somatochlora wiliamsoni Walker, 1907

- Famille des Libellulidae
  - Genre Leucorrhinia :
    - Leucorrhinia patricia Walker, 1940

Ordre des Odonates - Zygoptera
- Famille des Coenagrionidae
  - Genre Coenagrion :
    - Coenagrion angulatum Walker 1953[24]